# Pareas iwasakii
Pareas iwasakii — вид неотруйної змії родини Pareatidae.

## Поширення
Змія зустрічається лише на островах Яеяма на півдні архипелагу Рюкю, що належить Японії.